# Дружба (Запорожская область)
Дру́жба (укр. Дружба) — село,
Розовский сельский совет,
Акимовский район,
Запорожская область,
Украина.
Код КОАТУУ — 2320385703. Население по переписи 2001 года составляло 282 человека .

## Географическое положение
Село Дружба находится на расстоянии в 3,5 км от села Розовка.
Рядом проходят автомобильная дорога М-18 (E 105) и
железная дорога, станция Сокологорное в 5,5 км.

## История
- Основано в 1895 году как село Каменское.
- В 1966 году переименовано в село Дружба.